# Diala lirulata
Diala lirulata is een slakkensoort uit de familie van de Dialidae. De wetenschappelijke naam van de soort is voor het eerst geldig gepubliceerd in 1930 door Thiele.